# Kombat T-98
Der Kombat T-98 ist ein von der Kombat Armouring Group aus Sankt Petersburg entwickeltes gepanzertes Fahrzeug, das für den Straßenverkehr gebaut wurde und Schutz vor Angriffen mit ballistischen Waffen bieten soll. Er wird in einer zivilen Variante und einer individuell konfigurierbaren Version für militärische Spezialeinheiten und Polizei ausgeliefert.

## Technik
Die Achsen, der Allradantrieb und die Armaturentafel werden wie auch die Motoren von General Motors geliefert. Der T-98 wird je nach Typ von einem 6,6-Liter-V8-Dieselmotor (Duramax Turbodiesel 6600) mit einer Leistung von 235 kW (320 PS) bei 3100/min oder einem 8,1-Liter-V8-Ottomotor (Vortec 8100) mit einer Leistung von 294 kW (400 PS) bei 4200/min angetrieben. Die Höchstgeschwindigkeit beträgt 180 km/h. Die 6-Gang-Automatikschaltung ist eine Allison 1000, das Untersetzungsgetriebe ist zweistufig und wird elektronisch gesteuert. Das Fassungsvermögen des Tanks beträgt 105 Liter.

## Ausstattung
Der T-98 wird individuell nach Kundenwunsch gestaltet. In der VIP-Version besteht die Innenausstattung zum größten Teil aus Leder und Holz. Es sind zwei Airbags, einige elektronische Fahrhilfen wie ABS und ein Tempomat eingebaut. Auf Wunsch gibt es zudem eine Zwei-Zonen-Klimaanlage, CD-Wechsler, Navigationssystem, DVD-Player, Fernsehgerät, eine Trennscheibe zum Fond und eine Hausbar im Handschuhfach.

## Schutz
Der T-98 wird je nach Anforderung in den Schutzklassen B2 bis B7 geliefert.
Seine Panzerung ist aus deutschem Spezialstahl gefertigt, für die Fenster kommt 50 mm dickes Spezialglas zum Einsatz. Der armierte Unterboden und die Sandwichkarosserie aus mehreren Lagen Panzerstahl und Keramik (nur B7) bieten Schutz gegen nahezu alle gängigen Schusswaffen bis hin zu Kaliber 12,7 mm sowie Landminen (nur B7).

## Preis
Die Preise für den Combat T-98 hängen von der Schutzklasse und der individuellen Ausstattung ab. Einfache Varianten kosten 130.000 Euro, mit Sonderausstattungen kann der Preis auch 230.000 Euro erreichen. Pro Jahr werden etwa 20 zivile und 60 T-98 für den Polizeieinsatz gefertigt.